# Ситница (Рибник)
Ситница је насељено мјесто у општини Рибник, Република Српска, БиХ. Према прелиминарним подацима пописа становништва 2013. године, у насељу је живјело 177 становника.

## Географија
Налази се у области Змијање, на путу Бања Лука — Рибник. Просјечна надморска висина износи 800 метара.

## Култура
Изграђена је традиционална змијањска етно кућа која је названа „Змијањска кућа“. Традиционални народни инструмент је тамбурица. Крајишка капа је дио народне ношње.

### Црква Светог Илије
Храм Српске православне цркве је посвећен Светом Илији. Просјечна надморска висина износи 800 метара. Црква је јединствена по томе што је пројектована у византијско-грузијском стилу. Темеље храма су 2. августа 2009. освештали епископ бихаћко-петровачки Хризостом и епископ осечкопољски Лукијан. Храм је освештан септембра 2024.

## Образовање
У насељу се налази Основна школа „Петар Кочић“. Школа је у прошлости носила назив ОШ „Добрила Пупић“.

## Становништво
| Националност       | 2013. | 1991. | 1981. | 1971. | 1961. |
| Срби               | 177   | 240   | 288   | 303   | 496   |
| Југословени        |       | 7     | 9     |       |       |
| Хрвати             |       |       | 1     |       | 6     |
| Муслимани          |       |       | 2     | 1     |       |
| остали и непознато |       |       | 1     |       |       |
| Укупно             | 177   | 247   | 301   | 304   | 502   |

| Демографија | Демографија | Демографија |
| Година      | Становника  | Становника  |
| ----------- | ----------- | ----------- |
| 1961.       | 502         |             |
| 1971.       | 304         |             |
| 1981.       | 301         |             |
| 1991.       | 247         |             |
| 2013.       | 177         |             |

### Презимена
- Ступар[1]
- Мачкић[1]
- Гајић[1]
- Петковић[1]
- Бјелић[1]
- Ергец
- Мејић
- Малешевић
- Стојић

## Познате личности
- Рајко од Змијања, хајдучки војвода
- Урош Дреновић, четнички војвода